# 福克斯 (阿拉斯加州)
福克斯（英語：Fox）是位於美國阿拉斯加州費爾班克斯-北極星自治市鎮的一個非建制地區和人口普查指定地區。根據2010年美國人口普查，該地人口為417人，而該地的面積約為33.90平方千米。

## 地理
福克斯的座標為64°57′14″N 147°37′42″W / 64.95389°N 147.62833°W，而該地的平均海拔高度為229米（即751英尺）。